# Txai Suruí
Txai Suruí (Rondônia, 1997), batizada Walelasoetxaige Paiter Suruí, é uma ativista e líder indígena brasileira da etnia suruí. Integrante do programa de embaixadores Embaixadorie da Z1; coordenadora do Movimento da Juventude Indígena; ativista na organização não governamental de defesa dos direitos indígenas Kanindé. 
Foi a primeira indígena a discursar na abertura de uma conferência do clima, tendo participado, em novembro de 2021, da COP26. Em agosto de 2025 foi nomeada pelo secretário-geral da ONU, António Guterres, para Grupo Consultivo de Jovens sobre Mudança Climática.

## Biografia
Seu nome de batismo é Walelasoetxaige Paiter Suruí, que significa "mulher inteligente, gente de verdade", enquanto Txai quer dizer “mais que amigo, mais que irmão, a metade de mim que existe em você e a metade de você que habita em mim", na língua dos índios Kaxinawá. É filha de Ivaneide Cardozo, mais conhecida por Neidinha Suruí, e de Almir Suruí, ambos referências da luta indígena por equidade e nomes de destaque na crítica do governo Bolsonaro.
Com seis anos, durante a comemoração do ritual Mapimaí, que festeja a criação do mundo, seu pai anunciou que Txai seria uma grande líder indígena. Viveu, com sua família, até os sete anos na aldeia Cacoal, na Terra Indígena Sete de Setembro e, desde então, em Porto Velho. Quando criança, acompanhava os pais nas excursões pela floresta, em defesa do território.
Quando Txai tinha por volta de 14 anos, ela e sua família passaram um tempo vivendo sob escolta da Força Nacional Brasileira, por conta de ameaças que recebiam de madeireiros da região, em razão do trabalho ativista que desenvolviam. Desde então ela aprendeu a importância de defender o território e a cultura dos povos da floresta.
Em 2020, a 18 de abril, Ari Uru-Eu-Wau-Wau, líder indígena e seu amigo de infância, foi assassinado.
Em novembro de 2021, discursou, em inglês, na abertura da Conferência do Clima da ONU, a COP26, tornando-se a primeira indígena a alcançar tal feito.
"Mas meu povo vive na Amazônia há cerca de 6.000 anos. Meu pai (...) me ensinou que nós devemos ouvir as estrelas, a lua, os animais e as árvores. Hoje, o clima está aquecendo, os animais estão desaparecendo, os rios estão morrendo, e nossas plantas não florescem como antes. A Terra está falando, e ela nos diz que não temos mais tempo", disse, em entrevista, após sua participação naquele evento.

## Percurso
Txai Suruí foi a primeira do povo Suruí a ingressar na área jurídica, quando decidiu cursar Direito na Universidade Federal de Rondônia (Unir), que ainda frequenta.
Txai tem um trabalho amplo de defesa dos povos originários. No início de 2021, fundou o Movimento da Juventude Indígena de Rondônia, organização com cerca de 1.700 membros, que ela própria coordena e com a qual participa de ações e mobilizações, exigindo, por exemplo, a demarcação de terras e a garantia de direitos aos povos originários. Além disso, antes mesmo de concluída sua formação, trabalha na parte jurídica da Associação de Defesa Etnoambiental Kanindé, organização social de defesa dos direitos indígenas. É também Embaixadorie da Z1, programa de embaixadores de uma conta digital para adolescentes.
Txai foi a única brasileira a discursar na COP26, Conferência das Nações Unidas sobre as Mudanças Climáticas, em Glasgow, na Escócia; e também a primeira indígena a discursar numa conferência climática. Seu discurso ocorreu na abertura do evento e apresentou as reivindicações sobre as mudanças climáticas dos povos indígenas no Brasil.
A jovem indígena rapidamente virou alvo de mensagens de ódio, sobretudo depois que Bolsonaro a criticou por seu discurso na abertura da COP26.
Ao fim de seu discurso, enquanto os vídeos de sua apresentação já viralizavam na internet, Txai foi abordada por um homem que teria lhe dito para não falar mal do Brasil. Segundo ela, na credencial que o homem usava, era possível ver que ele fazia parte da delegação do governo brasileiro. No dia seguinte, o presidente Jair Bolsonaro (sem partido), que não compareceu à conferência COP26, criticou Txai em declarações que desencadearam uma onda de mensagens de ódio direcionadas às redes sociais da ativista. Representantes da ONU entraram em contato com ela sobre o ocorrido e diversas organizações presentes na COP ofereceram suporte jurídico.
O vice-presidente brasileiro, Hamilton Mourão, não negou as ameaças e ainda minimizou o ocorrido.
Depois da COP, Txai Suruí foi para Estocolmo, onde participou de um protesto pelo clima ao lado da ativista ambiental sueca Greta Thunberg.